# 陸定一
陸 定一（りく ていいつ、1906年6月9日 - 1996年5月9日）は、中華人民共和国の政治家。国務院副総理、中国共産党中央政治局候補委員、党中央書記処書記を歴任。文化大革命で失脚したが、後に名誉回復して全国政治協商会議副主席を務めた。

## 経歴
南洋大学在学中の1925年に中国共産党に入党、卒業後は中国共産主義青年団や宣伝工作を務めた。アメリカとソ連に留学。1931年に帰国し、紅軍に参加してソヴィエト区に入り紅軍の機関紙『紅星報』の発行に従事。1942年からは延安解放日報の総編集長。『新聞学に対する我々の基本的観点』を発表し、宣伝理論の基礎とした。
1944年には党中央宣伝部長に任命され、文化大革命で批判を受けるまで中断をはさみながら前後約20年務めた。1945年の第7回党大会で中央委員に選出される。1956年5月、「百花斉放・百家争鳴」と題する報告を行う。同年9月28日、第8期1中全会で中共中央政治局委員候補に選出。1959年4月28日に国務院副総理、1962年中央書記処書記、1965年からは文化部長を兼任し、宣伝部門と教育事業を担当。
1966年6月27日、劉少奇主催による、「彭真・陸定一・羅瑞卿・楊尚昆反革命集団」についての座談会が行われ、「彭・陸・羅・楊の関係は不正常だ。いったいどういった関係で、どの程度になっているのか。（中略）彼らは毛主席に反対し、毛沢東思想に反対し、地下活動をやっているという特徴がある」と批判され全職務を解任された。1967年1月4日に開催された4人の反革命修正主義集団批判大会では4人とも自分の名前の上に×を書かれた札を首からかけられ精神的、肉体的に痛めつけられ、13年以上監禁された。また、妻の厳慰氷が林彪の妻葉群の入党について異議を持っていたため、先に投獄されている。
1979年に名誉回復され全国政治協商会議第5期第2回会議で副主席。同年9月、第11期4中全会で中央委員に増補選出。1980年からは中央宣伝部顧問となるも実権を与えられることは無く、1982年第12回党大会、党中央顧問委員会常務委員。1983年6月、全国政治協商会議第6期第1回会議で副主席に再度選出される。
1996年5月9日、北京で死去。